# Le Recoux
Le Recoux is een plaats en voormalige gemeente in het Franse departement Lozère in de regio Occitanie en telt 110 inwoners (1999). De plaats maakt deel uit van het arrondissement Florac.

## Geschiedenis
Le Recoux is op 1 januari 2017 gefuseerd met de gemeenten Le Massegros,  Saint-Georges-de-Lévéjac, Saint-Rome-de-Dolan en Les Vignes tot de gemeente Massegros Causses Gorges. 

## Geografie
De oppervlakte van Le Recoux bedraagt 22,8 km², de bevolkingsdichtheid is 4,8 inwoners per km².
De onderstaande kaart toont de ligging van Le Recoux met de belangrijkste infrastructuur en aangrenzende gemeenten.

## Demografie
Onderstaande figuur toont het verloop van het inwonertal.